# Antonio Balestra
Pour les articles homonymes, voir Balestra.
Antonio Balestra (né le 12 août 1666 à Vérone, où il est mort le 21 avril 1740) est un peintre, dessinateur et graveur italien rococo.

## Biographie
Issu d'une riche famille de marchands, il s'initie aux études littéraires et à la peinture à l'âge de dix-sept ans auprès d'un peintre local, Giovanni Zeffis. Il doit interrompre ses études en raison de la mort de son père, qui le contraint de s'occuper avec ses frères, des affaires familiales.
Il décide ensuite de se consacrer exclusivement à la peinture, et se rend à Venise en 1687 se former chez Antonio Bellucci.
Vers 1690, il se rend à Rome dans l'atelier de Carlo Maratta mais étudie aussi Raphaël, Annibale Carracci, Guido Reni, Le Dominiquin et l'art antique. Il va jusqu'à Naples voir Lanfranco, Giordano et Solimena. Il suit également les cours de l'Accademia di San Luca, obtenant, en 1694, le premier prix avec un dessin représentant la Chute des géants.
Tombé malade, il quitte Rome cette même année et, après une brève escale à Bologne, il se rend à Vérone puis à Venise. En 1697, il s'installe à Vérone. Mais en 1700 un autre voyage d'études le conduit à Bologne, Modène, Parme, Plaisance et Milan. Il revient à Venise où il reste jusqu'en 1718.
En 1719, il se retire à Vérone, où il est nommé en 1725, membre de l'Accademia di San Luca. Il fonde une école de peinture de laquelle sortiront Giambattista Cignaroli, Giuseppe Nogari, Pietro Rotari, Johan Richter.
Il meurt à Vérone le 21 avril. 1740.

## Principales œuvres
L’opulente République sérénissime lui permet une production très féconde aussi bien pour des commandes religieuses que du mécénat laïc.
Ses toiles sont dispersées dans de nombreux musées ou collections privées à travers le monde, cependant son œuvre la plus fameuse demeure, sans doute, le diptyque St Cosme et St Damien exposé dans le transept de la basilique de Santa Giustina à Padoue.
- David au repos avec la tête de Goliath, Académie Carrara, Bergame
- Le Miracle de saint Nicolas, Musée civique, Busseto
- Madone à l'enfant, Statens Museum for Kunst, Copenhague
- La Nativité, Detroit Institute of Arts, Détroit
- Diptyque Martyre de saint Cosme et saint Damien, Basilique Sainte-Justine de Padoue (1718) Padoue
- La Sainte Famille, Galerie Nationale, Prague
- Madone et les saints André et Grégoire (1734), l'église San Gregorio al Celio à Rome
- Saint Sébastien soigné par de pieuses femmes, musée de l'Ermitage, Saint-Pétersbourg
- La Nativité (1704-1708), huile sur toile, 261 × 564 cm, Église San Zaccaria, Venise[2]
- Portrait du doge Alvise III, palais des doges, Venise
- Vénus apparaît à Énée et Acates, Ca' Rezzonico, Venise
- L'Annonciation, église de Saint-Thomas, Vérone
- Saint François en extase, musée de Castelvecchio, Vérone
- Vierge à l'enfant entourée de Pierre, Antoine de Padoue et Paul (1711), cathédrale de Vérone
- Les Noces mystiques de sainte Catherine, église Santa Maria in Organo, Vérone.
- Vénus, Royal Library, château de Windsor
- Adoration des mages, collection Jalinch, Zagreb

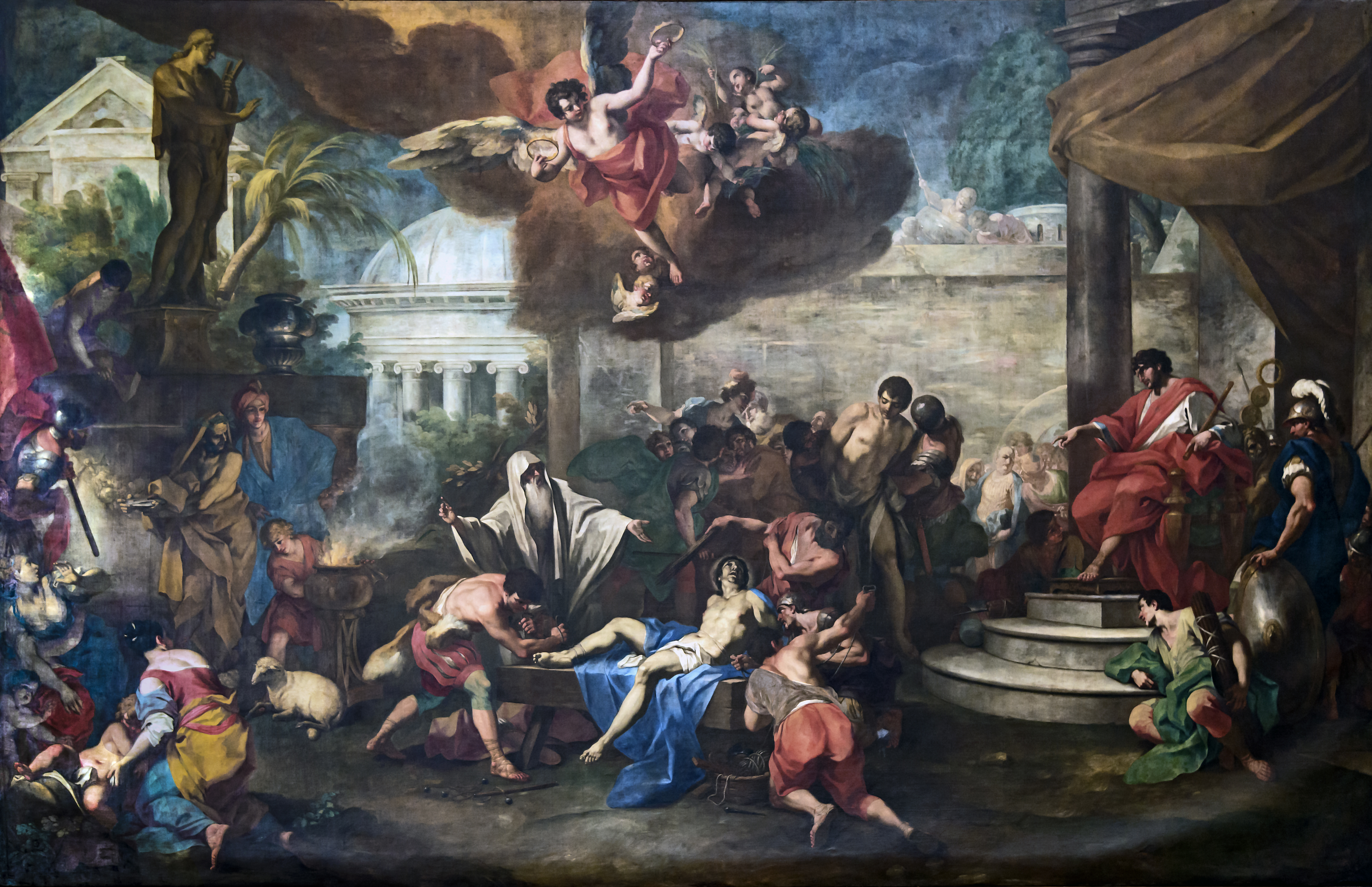
Martyre de saint Cosme et saint Damien (1718, basilique Sainte-Justine de Padoue).
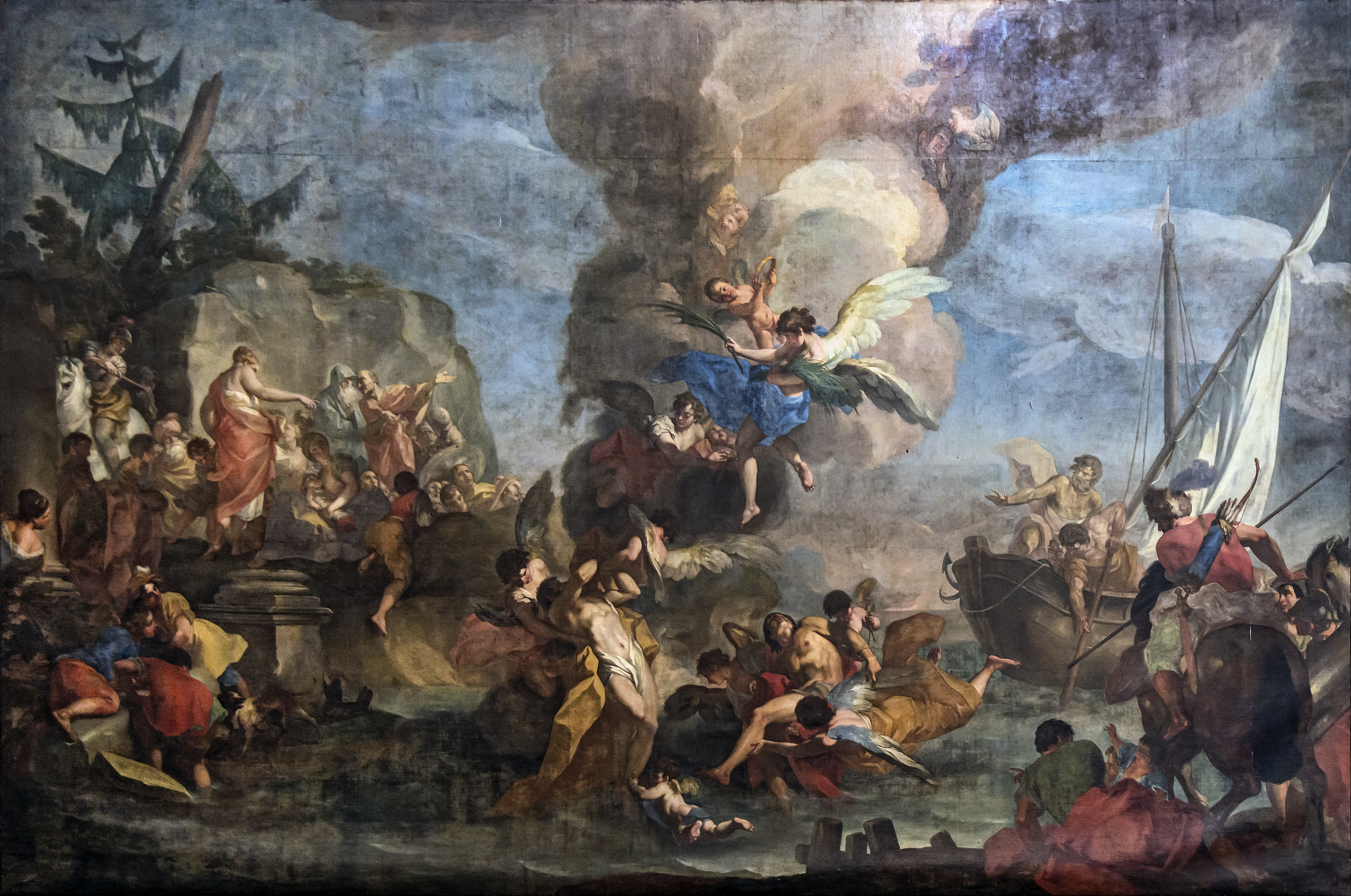
Sainte Justine (1718, basilique Sainte-Justine de Padoue).
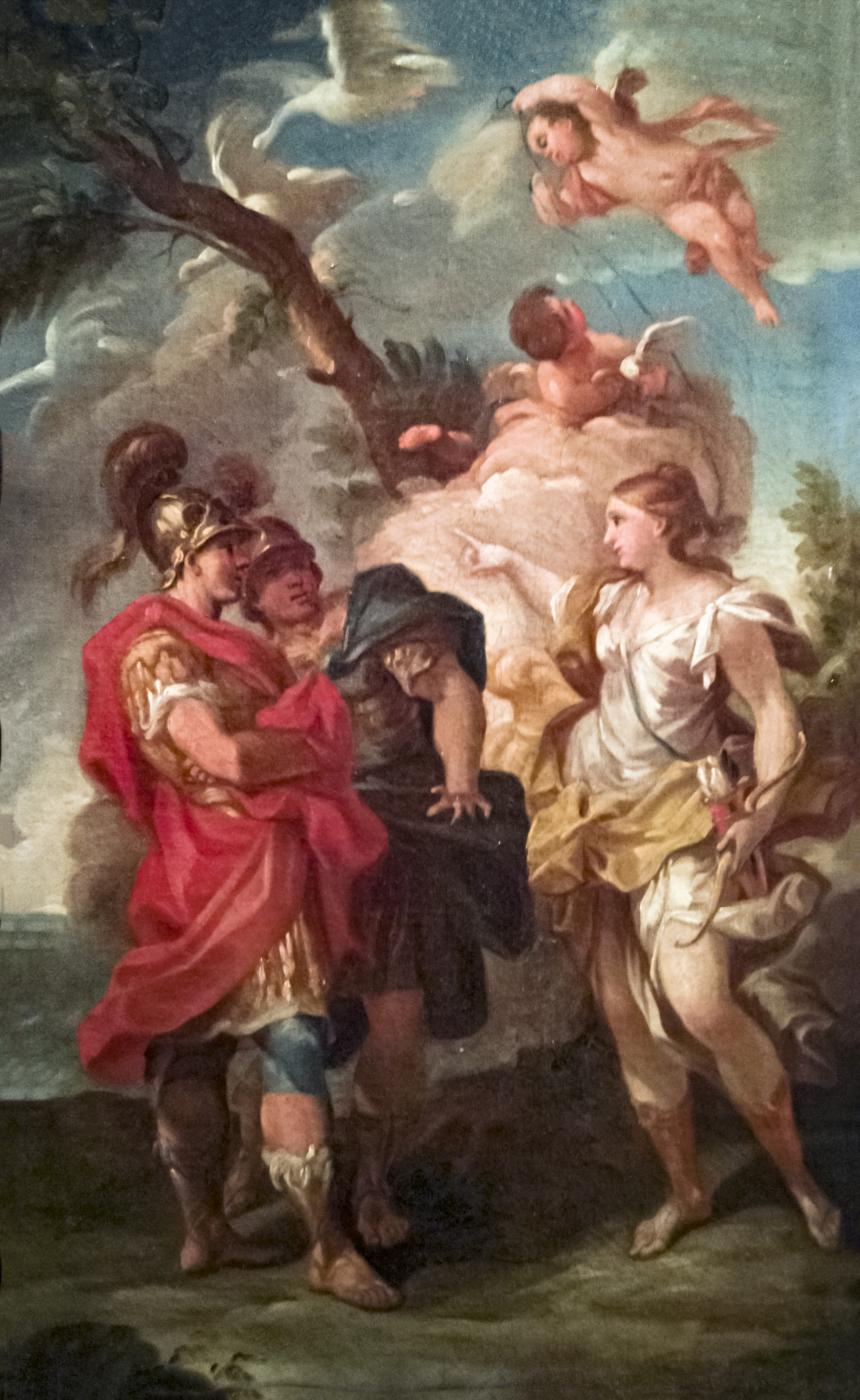
Vénus apparaît à Énée et Acates (Ca' Rezzonico, Venise).
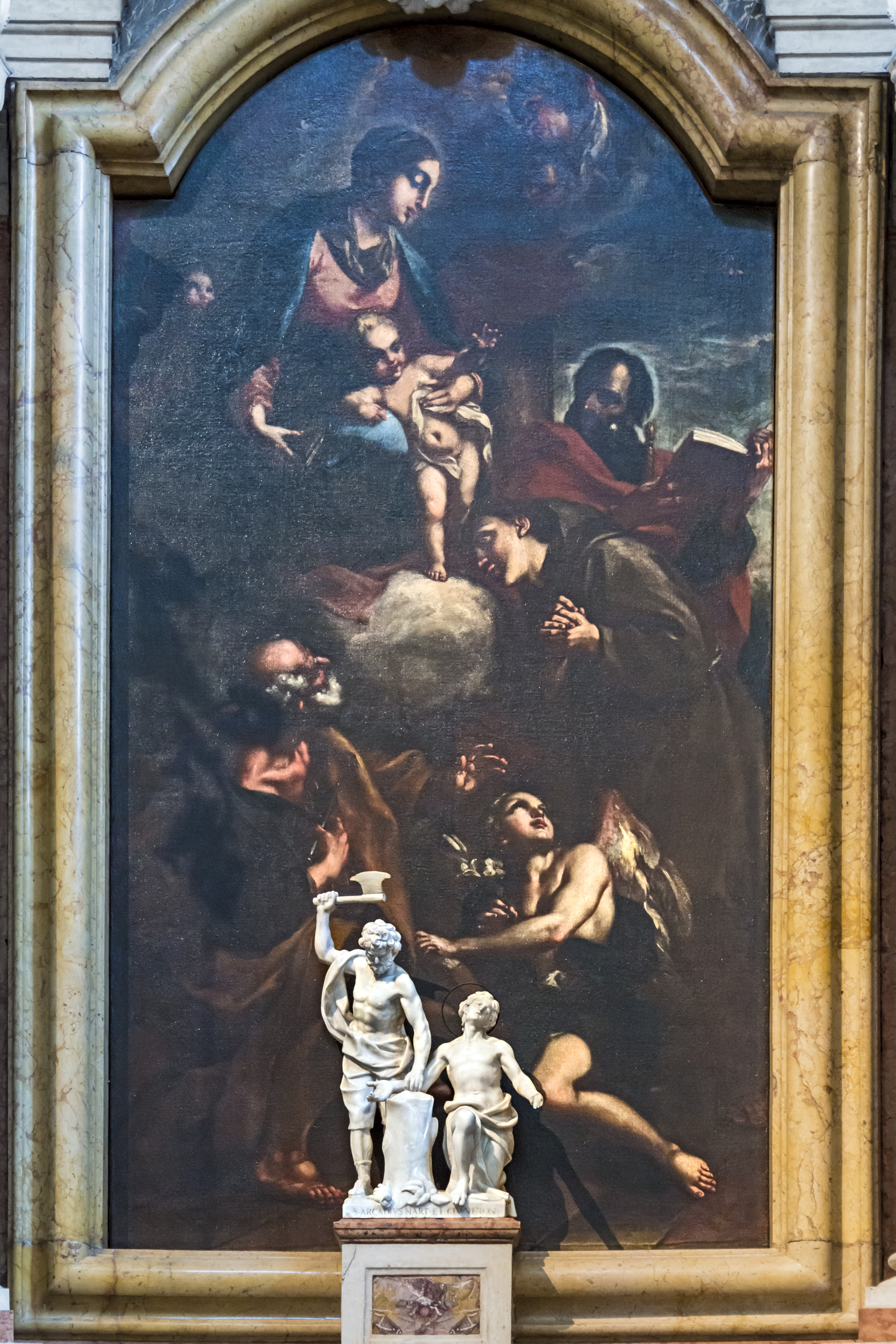
Vierge à l'enfant, Pierre, Antoine de Padoue et Paul (cathédrale de Vérone).